# Кишинёвский, Соломон Яковлевич
Соломон Яковлевич Кишинёвский (Кишиневский; 1862, Одесса — 1941/1942, там же) — русский и советский художник, педагог. Видный представитель южно-русской школы живописи.

## Биография
Соломон Яковлевич Кишинёвский родился в 1862 году в Одессе. В 1879 году поступил в Одесскую рисовальную школу Общества изящных искусств, где его учителями были скульптор Луиджи Доминикович Иорини и пейзажист Бауэр — представители первого поколения одесских художников-педагогов. За время учёбы в рисовальной школе получил три медали. В 1883 году окончил школу и, из-за невозможности продолжить обучение в российской столице в силу действовавших в то время ограничений для лиц иудейского вероисповедания, вместе с приятелем по учёбе Леонидом Осиповичем Пастернаком продолжил образование в Мюнхенской академии (1884—1888) у живописцев Л. Гертериха и А. Лицен-Майера. Учился и работал также в Риме и Париже. В 1888 году Соломон Кишинёвский вернулся в Одессу и включился в художественную жизнь. Начиная с 1888 он активно работает и участвует в многочисленных выставках ТПХВ (1893—1898, с перерывами), ТЮРХ (1890—1918, с перерывами), Общества независимых, Московского общества любителей художеств (1899—1905, с перерывами), Санкт-Петербургского общества художников (1901, 1905).
Кишинёвский работал как жанрист, портретист, пейзажист. Некоторое время увлекался немецким и итальянским классицизмом, затем французским импрессионизмом, но первые серьёзные работы (бытовые зарисовки, сценки из жизни городской бедноты) были созданы под сильным влиянием «передвижников», особенно Владимира Маковского. Соломон Яковлевич как художник отличался особым восприятием окружающей действительности, острой наблюдательностью, подчёркнутым вниманием к обыденному существованию «маленького человека».
«О чём же он рассказывает? — „Прошение“, „Мог быть человеком“, „Уличные дети“, „Еврейский быт“ и т. д. Никаких особых событий: обычное ежедневное существование бедного человека. Но что-то в этом трогает зрителя… Трогает тем, что ты вместе с художником видишь беззащитность маленьких людей. Они уже так низко упали, так искалечены (от молодого до старого), что их не поднять. Чеховской грустью веет от этой действительности. Только, как вихрь — внезапно — ужасная драма погрома. Казнь Шмидта и Матюшенко. Замордованные и искалеченные люди. Вся жизнь — обломки несложившегося целого… Человечность и искренность — вот основа творчества художника», — эти слова замечательного художника М. Жука о своём собрате очень точно определяют творчество Кишинёвского. С годами тёмная, «передвижническая» палитра сменилась в его картинах более яркой, насыщенной. Одесская критика отмечала: «Поражает своей смелостью… сравнительно немолодой художник С. Кишинёвский… Этот художник ушёл от прошлого „передвижнического“ влияния, от тёмных и коричневых красок к светлым, ясным и примкнул к импрессионистам» («Южная мысль», 1916, 7 дек.).

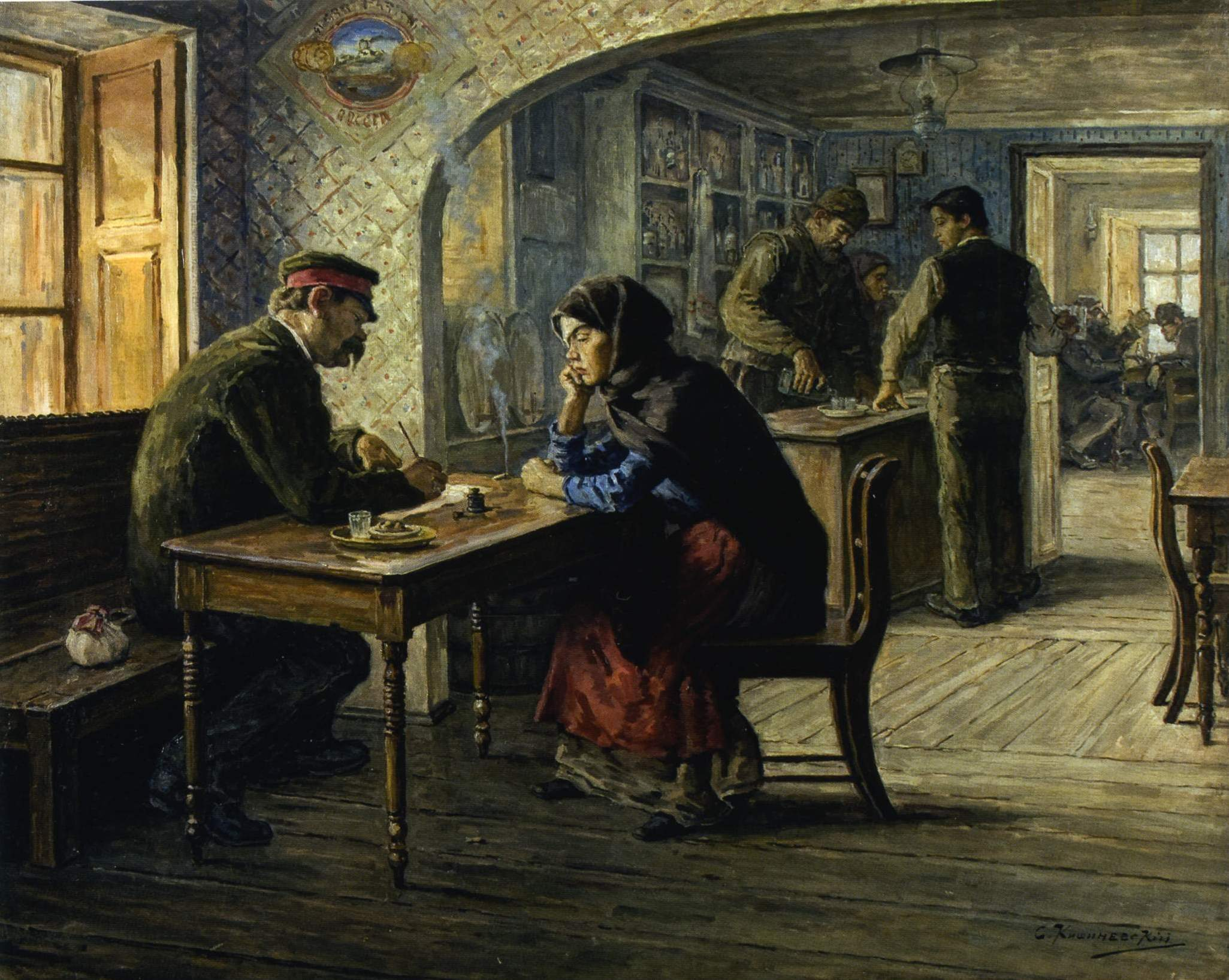
«Прошение»

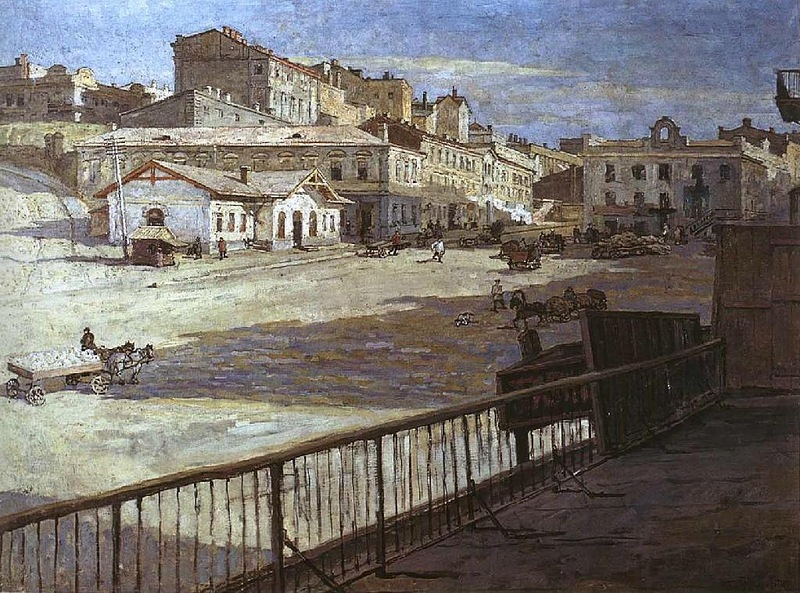
«Таможенная площадь»

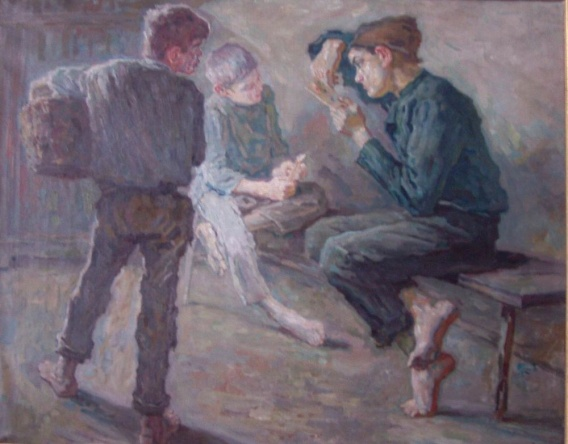
«Подмастерья, играющие в карты»

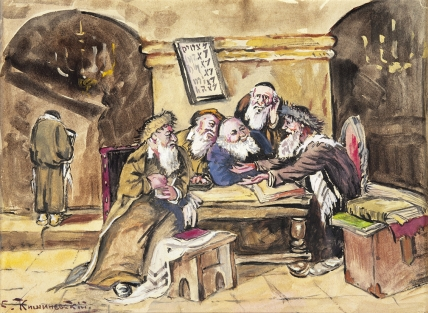
«В синагоге»

В 1893 году Павел Третьяков с передвижной выставки приобретает работу Кишинёвского «Прошение» (1889). Соломон Яковлевич сотрудничал как рисовальщик и критик (под псевдонимом Бенвенуто) в периодических изданиях «Одесские новости», «Театр», «Южное обозрение», журнале «Начало». С 1898 входил в Одесское литературно-художественное общество. В 1899 принимал активное участие в создании Городского музея изящных искусств (ныне Одесский художественный музей).
В 1896—1902 гг. Кишинёвский организовал четыре «весенние выставки», в которых приняли участие не только местные, но и столичные художники (как петербургские, так и московские). Чуть позже устроил собственную, «постоянную общедоступную» выставку, которая с небольшими перерывами и в разных помещениях экспонировалась с 1906 по 1908 год. В 1910 году прошла персональная выставка художника. Позже в Одессе прошли ещё две масштабные выставки, приуроченные к 40- и 50-летию его художественной деятельности, в 1929-м и 1938 годах соответственно; вторая выставка состоялась в Музее русского и украинского искусства, на ней было представлено около 200 работ из государственных собраний и частных коллекций.
Семья Кишинёвского пострадала от погрома в 1871 году, тяжёлые воспоминания об этом художник пронёс через всю жизнь. В течение многих лет художник разрабатывал тему погрома, но большая работа на свет так и не появилась. Многочисленные сохранившиеся и выставлявшиеся эскизы и наброски к ней дают представление о том, какой она планировалась. Эскизы к картине хранились в музеях Революции Киева, Одессы и Херсона. Художник начал работать над картиной в 1910-е годы. В этюдах он изображал еврейских женщин, стариков, студентов из отрядов самообороны. На выставке 1938 года был представлен ряд этюдов к «Погрому», созданных в 1929—1938 годах, можно было увидеть и множество созданных ранее портретов и сценок из еврейской жизни: «Читающий еврей» (1905), «Портрет Моргулиса» (1904), «Молящийся еврей» (1905), «Два еврея и еврейка» (1905), «Еврей-портной» (1905), «Раввин» (1911). «Одесские новости» от 17 (30) ноября 1913 года сообщали, что художник Кишинёвский работал над проектом памятника в память печально знаменитого «дела Бейлиса».

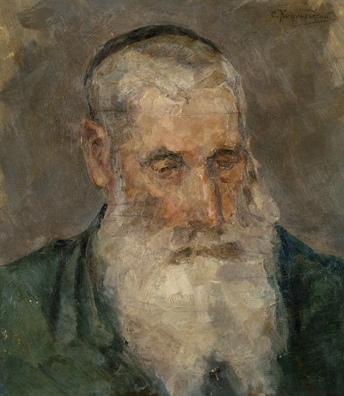
«Старец»

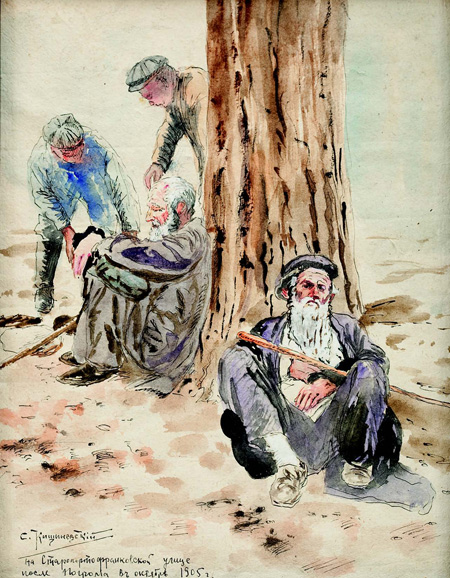
«На Старопортофранковской»

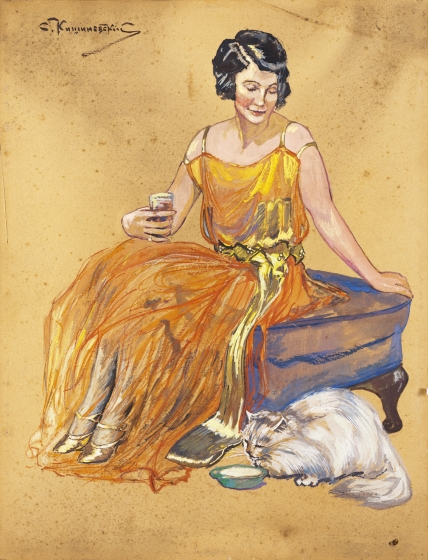
«Дама с котом»

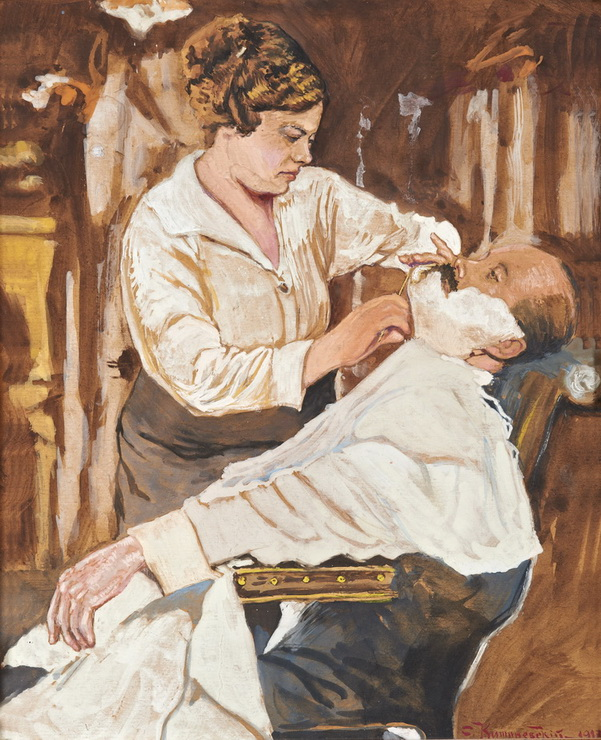
«В парикмахерской»

В советское время Кишинёвский продолжал активно работать. В 1925 году стал одним из основателей Ассоциации революционного искусства Украины. В 1927 году принял участие в Первой всеукраинской выставке Ассоциации революционного искусства Украины (АРМУ). В том же, 1927 году, стал одним из инициаторов создания в Одессе Музея еврейской культуры, куда передал часть своих работ. Вплоть до начала Великой Отечественной войны участвовал во всех крупных выставках, много времени и сил отдавал преподаванию.
В начале войны и оккупации Кишинёвский оставался в Одессе. По устным свидетельствам, погиб в одесском еврейском гетто в конце 1941 или в начале 1942 года.
Перед уходом в гетто Соломон Яковлевич оставил друзьям рукописи воспоминаний, которые до сих пор (за исключением небольших фрагментов) не опубликованы. Работы Кишинёвского находятся во многих музейных собраниях, в том числе в Государственной Третьяковской галерее, Русском музее, Одесском художественном музее, Николаевском художественном музее имени В. В. Верещагина и других.

## Творчество
- «В саду.»(1883) (в собрании Одесского художественного музея).
- «Вилла Боргезе. Этюд.»(1885) ( в собрании Одесского художественного музея).
- «Шарманщик» (1889)
- «В мастерской скульптора» (1889)
- «Мог быть человеком…» (1891) (в собрании Русского музея)
- «Прошение» (1893) (в собрании ГТГ)
- «Портрет неизвестной.»(1893). (в собрании Одесского художественного музея).
- «В кутузке» (1895)
- «Спор» (1902)
- «Портрет артиста Владимира Николаевича Давыдова(Ивана Николаевича Горелова. 1849-1925).»(1902). ( в собрании Одесского художественного музея).
- «Париж. Люксембургский сад.»(1904) ( в собрании Одесского художественного музея).
- «В мастерской художника». (1905). (в собрании Одесского художественного музея).
- «Игра в карты» (1906)
- «Тает снег.» (1910) ( в собрании Одесского художественного музея).
- эскизы, посв. рев-ции 1905-07 гг.: "Восстание на броненосце «Потемкин», «Последние минуты Матюшенко», «Прощание лейтенанта Шмидта с сыном» (1927-29)
- «В парикмахерской» (1917)
- «Пруд» (1929)
- «Куликовое поле» (в собрании Одесского художественного музея).
- «Портрет неизвестной в интерьере» (в собрании Одесского художественного музея).
- «Таможенная площадь.» (в собрании Одесского художественного музея).
- «Три головы. Этюд.» (в собрании Одесского художественного музея).
- «Эстакада порта.» (в собрании Одесского художественного музея).

## Библиографический указатель
- ЧЛЕНОВА Л. Передвижники и их роль в развитии украинского бытового жанра / Л. Членова // Русско-украинские связи в изобразительном искусстве : сб. ст. — К. : Госиздат изобраз. искусства и муз. лит., 1956. — С. 118—119.
- ГОВДЯ П.I. Передвижники і Україна / П.I. Говдя, О. М. Коваленко. — К. : Мистецтво, 1978. — 118 с. : ілюстр. — С. 41-44, 47, 48-49, 59.
- РЕВОЛЮЦИЯ 1905—1907 годов и изобразительное искусство. Вып. 3. Украина и Молдавия : [альбом] / авт.-сост. Е. П. Демченко. — М. : Изобраз. искусство, 1980. — 136 с. : ил. — С. 16-17.
- ЛОБАНОВСЬКИЙ Б. Б. Українське мистецтво другої половини XIX — початку ХХ ст. / Б. Б. Лобановський, П.І. Говдя. — К. : Мистецтво, 1989. — 206 с. : ілюстр. — (Нариси з історії укр. мистецтва). С. 86-87.
- УКРАЇНСЬКИЙ живопис ХІХ — початку ХХ ст. з колекції Національного художнього музею України : [альбом] / авт. проекту А. Мельник; авт. ст., упоряд. О. Жбанкова; упоряд. кат. : О. Жбанкова, Т. Мустафіна, Л. Толстова. — К. : Артанія Нова ; Хмельницький : Галерея, 2005. — 272 с. : ілюстр. С. 103
- ВЫСТАВКА картин русских и украинских художников второй половины XIX и начала XX вв. из частных собраний г. Одессы : каталог / сост. Л. Н. Калмановская ; Одес. гос. картин. галерея. — О., 1958. — 38 с. : ил.
- ВЫСТАВКА рисунка, акварели, пастели и гуаши (конец XIX — начало XX в.) : из собр. Одес. худож. музея : каталог / сост. : Л. Н. Калмановская, В. В. Криштопенко ; Упр. культуры Одес. облисполкома, Одес. худож. музей. — Кишинёв : Картя молдовеняскэ, 1967. — 34 с., [24] с. ил
- ВЫСТАВКА к 100-летию Товарищества южнорусских художников : каталог / авт.-сост. Л. Н. Калмановская ; Упр. культуры Одес. облисполкома, Одес. худож. музей. — О. : Ред.- изд. отд. Обл. упр. по печати, 1991. — [31] с. : ил.
- ОДЕСЬКИЙ художній музей. 100 років : кат. вист. / авт. вступ. ст. : Н. С. Поліщук, О. М. Тюрюмін; упоряд. : Л. М. Гурова, Л. А. Єрьоміна, О. М. Тюрюмін. — О., 1999. — 104 с. : ілюстр.
- КАТАЛОГ первой периодической выставки картин, рисунков, акварели, скульптуры. — О., [1890]. — [4] с.
- СИЛУЭТ. Первая выставка южнорусских художников // Одес. новости. — 1890. — 11(23) апр.
- ВУЧЕТИЧ Н. Итоги первой выставки картин южнорусских художников в Одессе // Новорос. телеграф. — О., I890. — 3(15), 5(17) мая.
- КАТАЛОГ 2-й периодической выставки южнорусских художников. — [О., 1891]. — 7 с.
- II ПЕРИОДИЧЕСКАЯ выставка южнорусских художников // Одес. вестн. — 1891. — 21 марта (2 апр.), 22 марта (3 апр.). — Подпись: А.
- KATAЛОГ выставки домоустройства в Одессе / Одес. отд. Имп. Рус. техн. о-ва. — О., 1895. — 32 с.
- КАТАЛОГ XXI выставки картин и скульптуры Товарищества южнорусских художников. — [О.], 1910. — 48 с.
- КАТАЛОГ произведений, принесенных в дар художниками для лотереи в пользу раненых и больных воинов / Т-во южнорус. художников в Одессе. — [О.], 1914.
- XXV ВЫСТАВКА картин Товарищества южнорусских художников 1915 г. : каталог. — О., 1915. — 16 с.
- 1-я НАРОДНАЯ выставка картин, плакатов, вывесок и детского творчества. Июнь 1919 г. : [каталог] / авт. вступ. ст. А. Нюрэн [А. М. Нюренберг] ; Подотдел пластических искусств. — [О., 1919]. — [12] с
- Иллюстрированный каталог выставки картин, этюдов и эскизов С. Я. Кишинёвского. 1906. — О., 1906.
- Иллюстрированный каталог постоянной общедоступной выставки картин, эскизов и этюдов С. Я. Кишинёвского. — О., 1907.
- Иллюстрированный каталог выставки картин, эскизов и этюдов Кишиневского. — О., 1910.
- С. Я. Кишиньовський : матеріяли до монографії з приводу сорокарічного ювілею (1889—1929) / авт. вступ. ст. М.Жук, П.Митковицер. — О., 1929.
- С. Я. Кишинёвский. 50-летие худож. деятельности, 1888—1938 / авт. текста М.Котляр. — О., 1938.